# Alexander Kahl
Alexander Kahl (* 5. Oktober 1993) ist ein deutscher Florettfechter.

## Leben
Alexander Kahl begann seine sportliche Laufbahn bei der TG Hanau. Zum 4. September 2013 wechselte er an den Olympiastützpunkt beim Fecht-Club Tauberbischofsheim, ab dem Jahr 2018 startete er wieder für Hanau, ab August 2024 für die TG Dörnigheim.

## Sportliche Erfolge
Kahl konnte bei den Deutschen Meisterschaften 2015, 2016, 2017 und 2018 jeweils die Bronzemedaille mit der Florett-Mannschaft des Fecht-Clubs Tauberbischofsheim erringen. Bei den deutschen Florett-Einzelmeisterschaften gewann er 2018 die Silbermedaille, 2021 Bronze und 2023 sowie 2024 Gold.
Kahl gehörte zu den deutschen Teilnehmern der Europaspiele 2015. Bei den Europaspielen 2023 in Krakau gewann er mit der Florettmannschaft eine Bronzemedaille, im Einzel wurde er Zehnter. Bei den Europameisterschaften in Basel 2024 erreichte er im Einzel Platz sechs und mit der Mannschaft Platz sieben. 